# نقار الماشية
نقار الماشية (الاسم العلمي: Buphagus)، جنس طير من رتبة الجواثم وفصيلة نقاريات الماشية وهو الجنس الوحيد في فصيلته. يضم نوعان. أعطانها أفريقيا جنوب الصحراء.